# Grandicrepidula
Genre
Grandicrepidula est un genre de mollusques gastéropodes appartenant à la famille des Calyptraeidae. L'espèce-type est Grandicrepidula grandis.

## Liste d'espèces
Selon World Register of Marine Species (27 septembre 2017) :
- Grandicrepidula collinae B. A. Marshall, 2003
- Grandicrepidula densistria (Suter, 1917) †
- Grandicrepidula grandis (Middendorff, 1849)
- Grandicrepidula hemispherica Beu, 2010 †
- Grandicrepidula salebrosa (Marwick, 1929) †